# 白いくじら
『白いくじら』（Dicky Moe、1962年7月1日）はトムとジェリーの作品の一つ。トムとジェリーの中では人間のキャラクターが顔まで登場している数少ない作品の一つである。

## 内容
ここはとある港町。ある捕鯨船の船長は、白いくじら（ディッキー・モー）を捕まえようと躍起になっていた。鯨を憎むあまり、白鯨の絵までも食べてしまう彼の行動に船員たちは恐れを成し、全員海へと逃げ出してしまう。そんな折、トムは漁港でエサをあさっていたところだったが、船長に拉致され、強制的に船員にされてしまう。トムは船を居心地のいいところと思い、とりあえずリラックスしようとする。しかし船長はお構い成しに彼を怒鳴りつけ、甲板の床掃除を命じる。トムが掃除している側の穴にはジェリーが住んでおり、外へ出てくつろいでいる。気に食わないトムはジェリーを妨害し、怒ったジェリーもトムの邪魔をし始め、船上でのドタバタを繰り広げる。
結果的にトムはジェリーを罠にはめようとして、海に落ちてしまう。そんな中、白いくじらが出現し、歓喜の声を上げる船長。早速、白いくじらに捕鯨砲の狙いを定める。一方、ジェリーは捕鯨砲から発射される銛についたロープでトムを救出。喜ぶトムだったが、その瞬間に船長が捕鯨砲をぶっ放した。銛についたロープはトムをかっさらい、そのまま白いくじらに命中。トムは鯨に絡んだロープに巻き込まれ、張り付けのような状態になってしまった。荒れ狂う白いくじらに縛られたまま「助けて!」と叫び声を上げるトムと、「戻って来い!」とトムに怒鳴り声を上げる船長。その様子を穴の中から聞いていたジェリーはようやくくつろぐのだった。

## 登場キャラクター
トム
漁港でエサを求めているうちに・捕鯨船の船長に樽へ押し込められてしまい、ボートで樽ごと捕鯨船へ強制連行され船員として働かされる。船上では甲板掃除などで船長にこき使われ、邪魔するジェリーを捕まえるべく様々な罠を仕掛けるも、逆にジェリーの策略にはまって（バケツの水を黒インクにすり替えられスポンジで甲板を汚す・捕鯨用銛で自らの尻尾をジェリーと間違え刺す・ジェリー捕獲用として自身が仕掛けたチーズをジェリーがトムの好物である魚にすり替え、自身がその魚を食べようとして金床の下敷きになり落とされるなどして）自ら罠に捕まり海に落ちてしまう。その後ジェリーにロープで救出されるが・自身がつかまったロープは捕鯨砲に直結されており、海から上がった直後に船長が（標的の白いくじらを見つけ）捕鯨砲を放ったため、自身は銛に付いていたロープにさらわれて白いくじらに縛り付けられ、「助けて!」の叫びもむなしく海の彼方へ消えていった。
ジェリー
捕鯨船上でトムに捕まりそうになるも巧みにかわし、トムが仕掛けた罠も（バケツに入っていた水を黒インクにすり替えてはぐらかす。トムが仕掛けたチーズを魚にすり替えてトムを捕まらせる。トムの尻尾にネズミの顔を書き、自身と間違え尻尾を銛で突かせるなどして）簡単にかいくぐる。やがて捕鯨用の銛に付いていたロープで海に落ちたトムを救出。その直後に船長が捕鯨砲を放つと・トムはその銛にロープ共々さらわれ、最後はトムが（標的の白いくじらにロープで縛り付けられて）いなくなったのを見届け船上で一人気ままにくつろいだ。
船長
昔、白いくじらに片足を食いちぎられている。顔つきはクリント・クローバーこと「短気おやじ」に似ている。漁港にいたトムを樽に押し込めて捕鯨船へ強制連行し、船員として甲板掃除をさせるなどトムを酷使。最後に標的の白いくじらを見つけ捕鯨砲を放った際、トムが銛に付いていたロープにさらわれ白いくじらに縛り付けられると「戻って来い!」と叫んだ。
白いくじら「ディッキー・モー」
凶暴な真っ白のくじら。目の上に絆創膏がついている。最後は捕鯨砲から放たれたロープで自らの身体にトムを縛り付けて海の彼方へ消えていった。
捕鯨船の船員たち
白いくじらが描かれた絵の紙を食べて怒り狂う船長に恐れをなし、一目散に海へ飛び込んで船を出て行った。